# Nemocnice

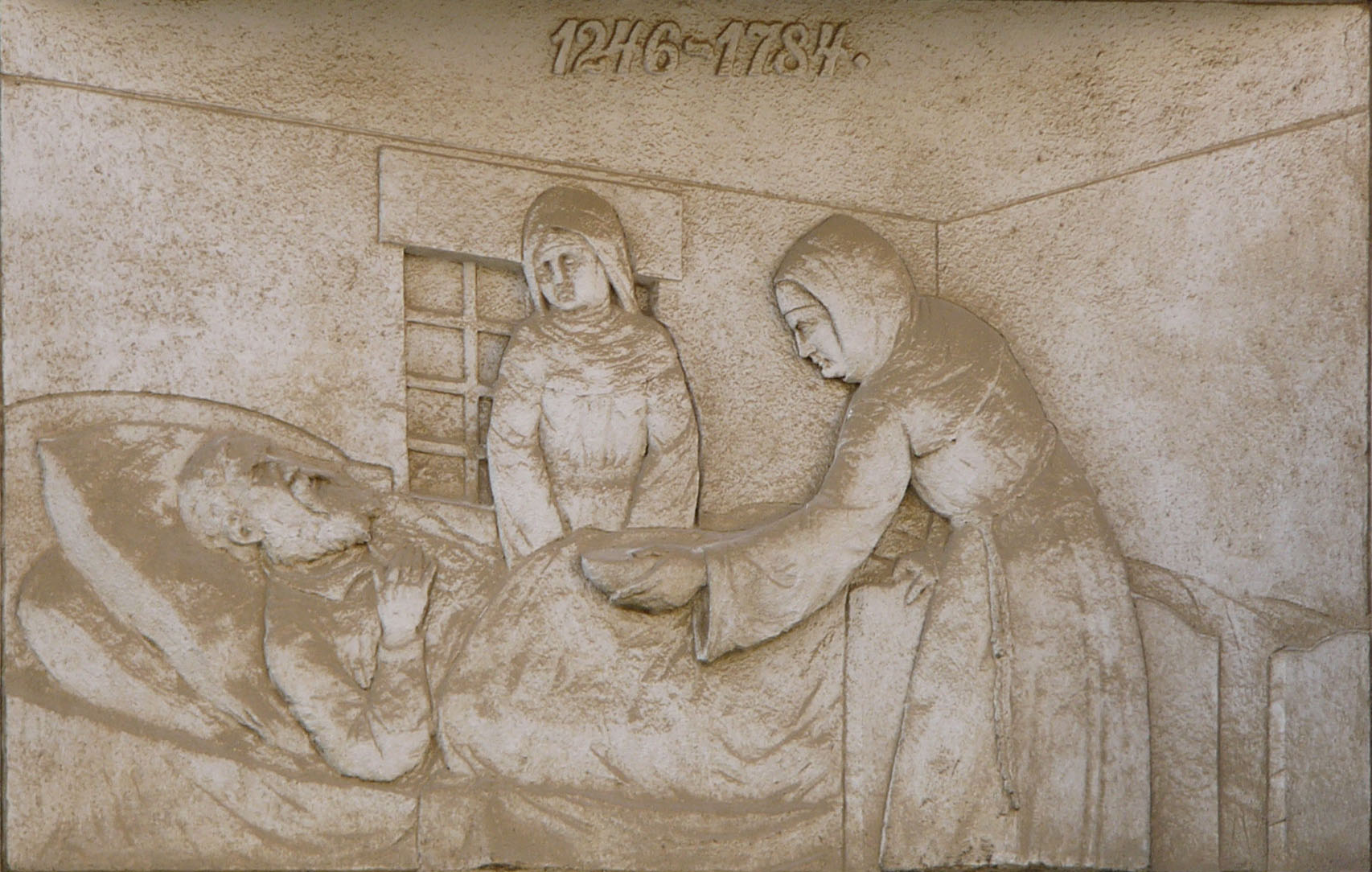
Reliéf nemocnice na budově Muzea umění v Olomouci

Nemocnice (hovorově a slangově špitál, někdy lazaret) je lékařské zdravotnické zařízení určené k léčení lidí. V rozvinutých zemích se nemocnice typicky skládá z několika částí – lůžková oddělení, specializované ambulance, paraklinická oddělení, technické zázemí a vedení (management). Lékařské zařízení, které poskytuje jen ambulantní péči (je tedy bez lůžkových částí) se označuje jako poliklinika.
Nemocniční medicína je lékařská specializace zabývající se péčí o akutně hospitalizované nemocné. Nemocniční lékař se primárně věnuje poskytování zdravotní péče pacientům hospitalizovaným v nemocnicích s vážným akutním onemocněním, komplikovanějším zdravotním problémem, nebo
k provedení složitější operace. Nemocniční lékař koordinuje všechny aspekty péče o pacienta od jeho přijetí do nemocnice (včetně akutní diagnostiky na ambulancích ústavní pohotovostní služby) po jeho propuštění.

## Struktura nemocnice
Běžná nemocnice má jako každá organizace vedení v čele s ředitelem a jeho managementem. Při vedení každé nemocnice sídlí hlavní sestra nemocnice. Jednotlivá oddělení nebo kliniky mají v čele primáře (oddělení) nebo přednosty (kliniky, ústavy). Kliniky velkých nemocnic mají často více oddělení nebo stanic v čele s primáři nebo vedoucími stanic. Na každé klinice nebo oddělení je vrchní sestra nebo staniční sestra dohlížející na řadové zdravotní sestry a sanitáře.
Primáři a přednostové mají své zástupce, asistenty, odborné asistenty, a sekundáře. V nemocnicích se dále můžeme potkat se sociálními pracovníky, psychology, pomocným personálem, mediky (posluchači lékařských fakult) a sestrami-žákyněmi (studentkami zdravotnických škol). Na větších dětských odděleních působí učitelé a poslední dobou nemocniční klauni.
Podobnou strukturu mají operační sály a sálky na drobné zákroky.

### Oddělení nemocnice

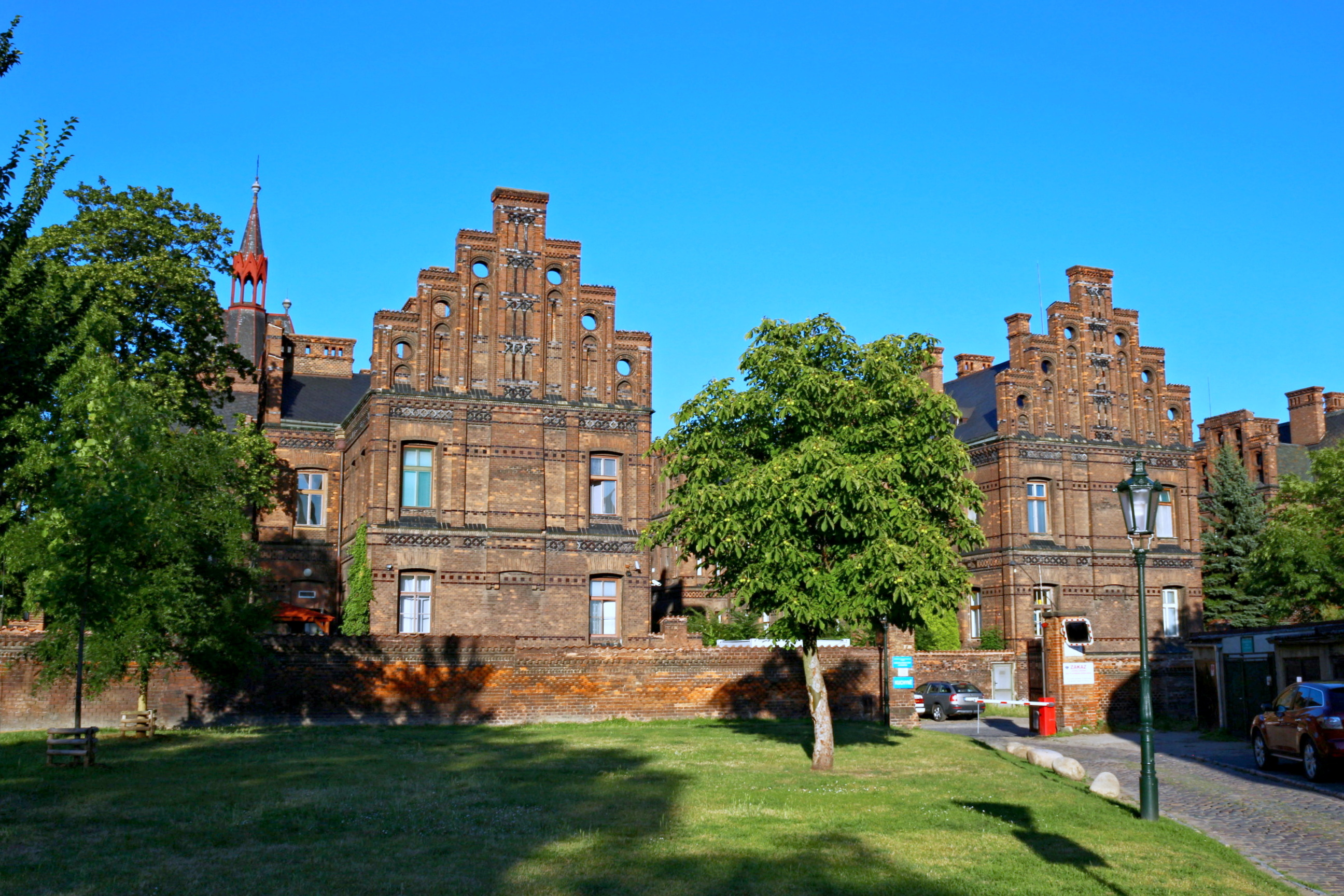
Nemocnice a Zemská porodnice U Apolináře, bylo zprovozněno v roce 1875 a stalo se tak nejstarším gynekologicko-porodnickým zařízením Českého království

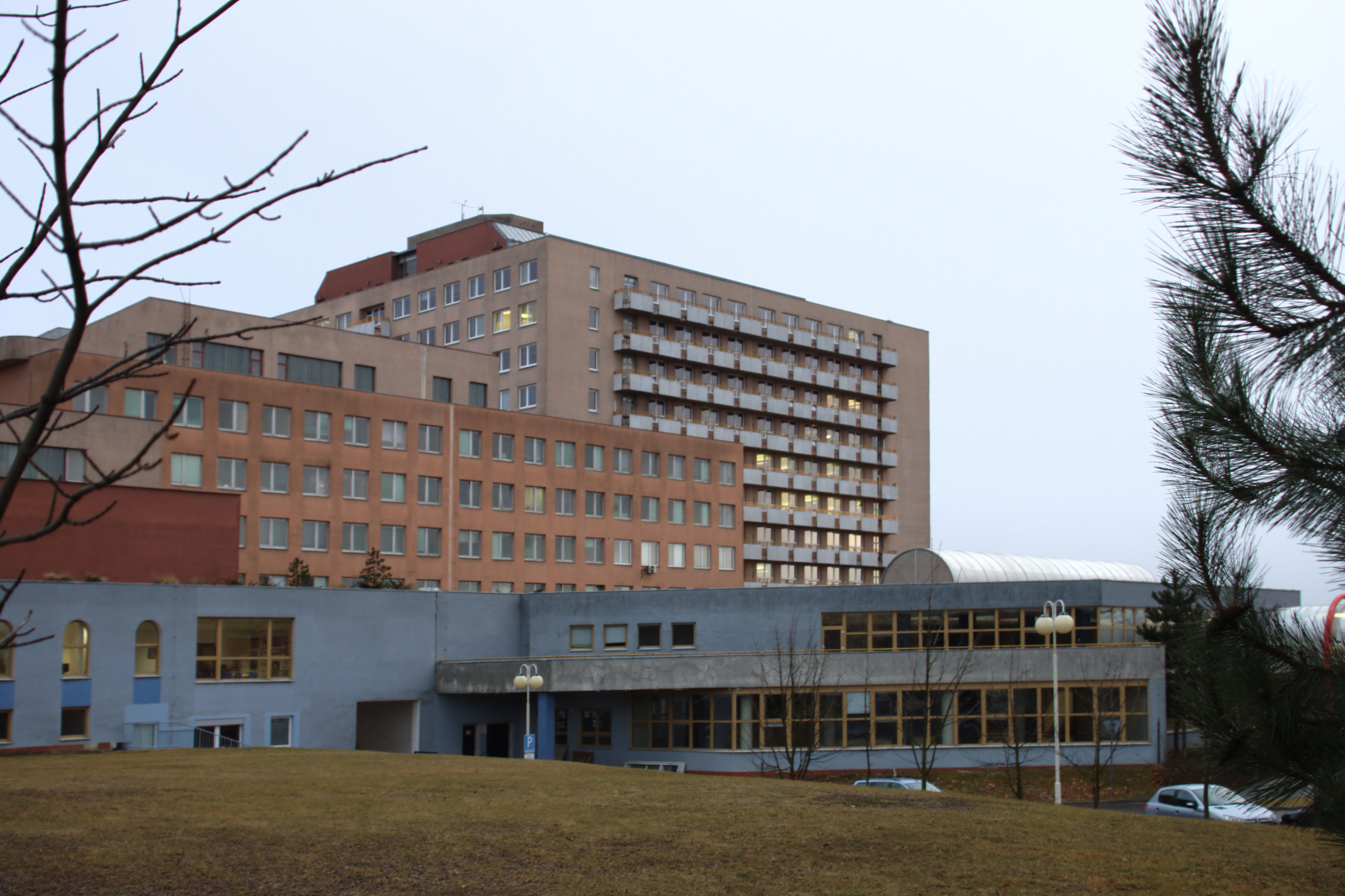
Budova Fakultní nemocnice II v Ostravě-Porubě

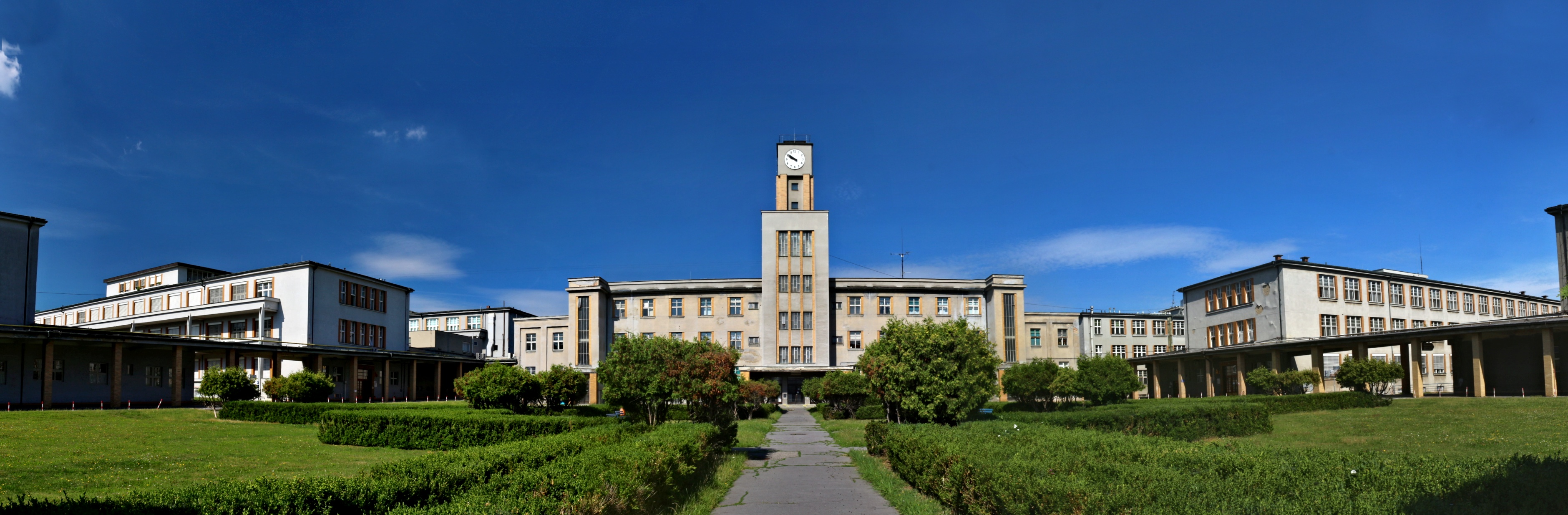
Areál Thomayerovy nemocnice v pražské Krči

#### Chirurgické obory
- Chirurgie
- Cévní chirurgie
- Dětská chirurgie
- Gynekologie a porodnictví
- Hrudní chirurgie
- Kardiochirurgie
- Maxilofaciální chirurgie
- Neurochirurgie
- Oční lékařství (oftalmologie)
- Ortopedie
- Plastická chirurgie
- Traumatologie
- Urologie

#### Interní obory
- Alergologie
- Angiologie
- Diabetologie
- Dětské lékařství (pediatrie)
- Endokrinologie
- Gastroenterologie
- Geriatrie
- Hematologie a transfuzní lékařství
- Infekční lékařství
- Imunologie
- Kardiologie
- Nefrologie
- Neonatologie
- Onkologie
- Perinatologie a fetomaterální medicína
- Pneumologie (a ftizeologie)
- Revmatologie

#### Další odbornosti
- Anesteziologie a resuscitace
- Dermatovenerologie
- Foniatrie
- Intenzivní medicína
- Neurologie
- Otorhinolaryngologie
- Paliativní medicína
- Psychiatrie
- Rehabilitační lékařství
- Sexuologie
- Soudní lékařství
- Stomatologie
  - Klinická stomatologie
  - Orální a maxilofaciální chirurgie
  - Ortodoncie
- Urgentní medicína

#### Paraklinická oddělení
Jedná se o tzv. komplement nemocnice, tedy o specializované laboratoře a další úseky:
- Hygiena a epidemiologie
- Klinická biochemie
- Klinická osteologie
- Lékařská mikrobiologie
- Lékařská genetika
- Nukleární medicína
- Patologie
- Radiologie

Ve velkých a fakultních nemocnicích jsou při jednotlivých odděleních speciální centra pro terapii klinických jednotek. Při nemocnicích bývají zřízeny ambulance pro pacienty spádové oblasti. Tyto ambulance vedou lékaři nemocnice nebo soukromí specialisté pronajímající si prostory nemocnice.
Provoz nemocnic dále zajišťuje kuchyně, technici a údržbáři, úklid, prádelna a doprava. Velká část nemocnic v rozvinutých zemích bývá vybavena také heliportem či helipadem.

## Fakultní nemocnice

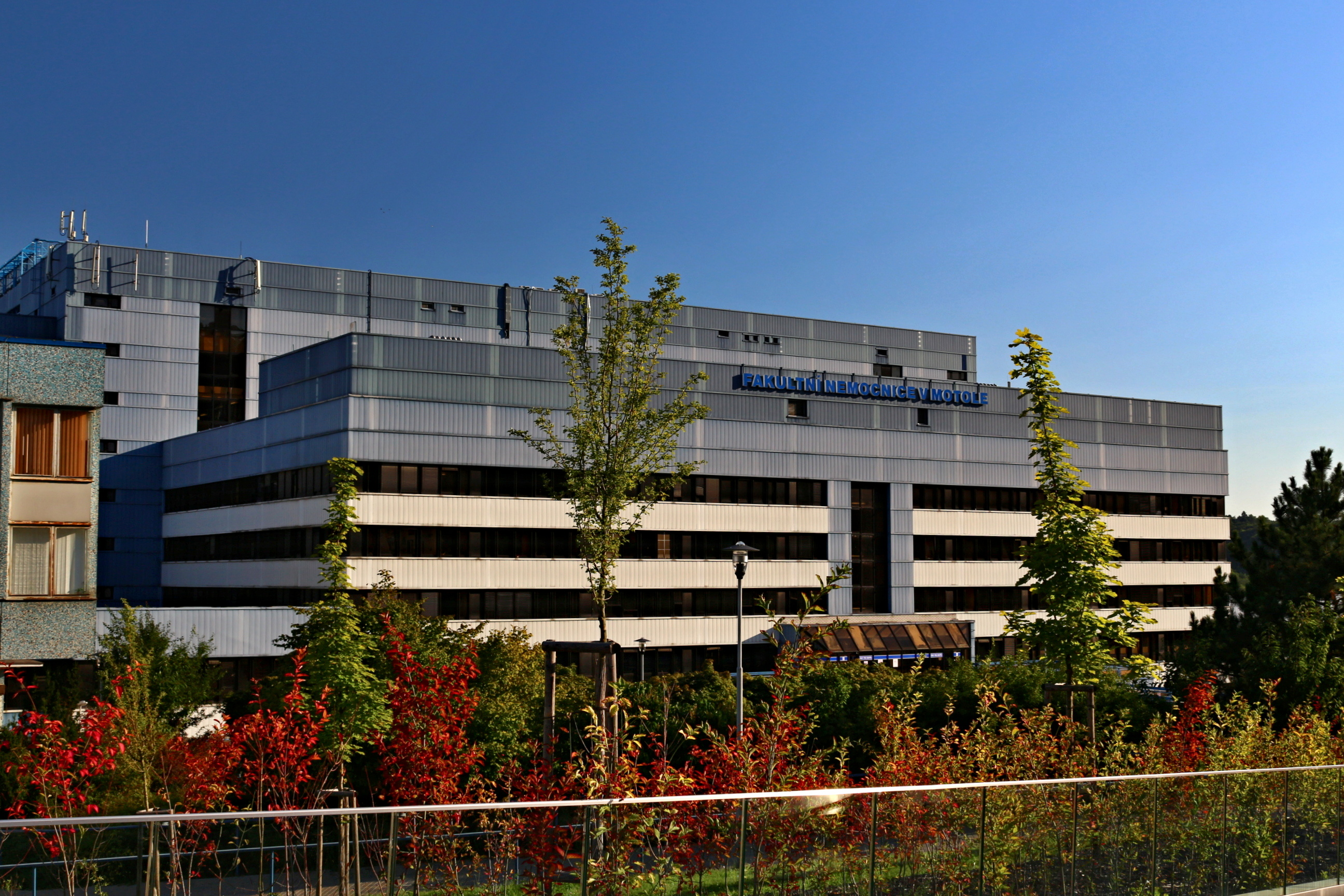
Pohled na motolskou nemocnici v Praze 5-Motole

Fakultní nemocnice spolupracují s příslušnou lékařskou fakultou, mají společné kliniky a ústavy, a např. v České republice jsou jako příspěvkové organizace řízeny přímo Ministerstvem zdravotnictví. Kromě poskytování zdravotnických služeb také uskutečňují související výzkumnou a vývojovou činnost. Na klinikách a ústavech se v součinnosti s lékařskou fakultou uskutečňuje také praktická výuka mediků. Jediná vojenská fakultní nemocnice je příspěvkovou organizací Ministerstva obrany.
K roku 2014 byla plánována jejich přeměna na tzv. univerzitní nemocnice, kde by již ředitele nejmenoval ministr zdravotnictví, ale jejich správní rada, obsazená jak zástupci státu, tak příslušné vysoké školy a kraje. Dosavadní majetek, který patří státu a který fakultní nemocnice jen spravují, měl být na univerzitní nemocnice bezúplatně převeden. Zrušení či zprivatizování takové nemocnice mělo být možné pouze na základě zákona. K tomu však nakonec nedošlo.

### Seznam fakultních nemocnic v Česku
Praha
- Fakultní nemocnice Bulovka
- Fakultní nemocnice Královské Vinohrady
- Fakultní nemocnice v Motole
- Fakultní Thomayerova nemocnice
- Ústřední vojenská nemocnice – Vojenská fakultní nemocnice Praha
- Všeobecná fakultní nemocnice v Praze

Ostatní města
- Fakultní nemocnice Brno
- Fakultní nemocnice u sv. Anny v Brně
- Fakultní nemocnice Hradec Králové
- Fakultní nemocnice Olomouc
- Fakultní nemocnice Ostrava
- Fakultní nemocnice Plzeň

Poznámka: Nemocnice Na Bulovce a Thomayerova nemocnice neměly v letech 2012–2020 status fakultní nemocnice.